# Ревяки (Бешенковичский район)
Ревяки (бел. Равякі) — деревня в Бешенковичском районе Витебской области Беларуси. Входит в состав Соржицкого сельсовета.

## География
Деревня находится в центральной части Витебской области, на правом берегу реки Черногостницы, к югу от автодороги М3, на расстоянии приблизительно 16 километров (по прямой) к северо-востоку от городского посёлка Бешенковичи, административного центра района. Абсолютная высота — 142 метра над уровнем моря. Площадь населённого пункта — 0,0681 км².

## История
По состоянию на 1910 год, в деревне насчитывалось 7 дворов и проживало 42 человека (15 мужчин и 27 женщин). В административном отношении входила в состав Гнездиловского сельского общества Островенской волости Сенненского уезда Могилёвской губернии.
До 9 июля 1965 года входила в состав Островенского сельсовета.

## Население
По данным переписи 2019 года, в деревне проживало 4 человека.
| Год  | Население, человек |
| ---- | ------------------ |
| 1910 | 42                 |
| 2009 | ↘ 2                |
| 2019 | ↗ 4                |